# Sheikh Jamal Stadium
 (mars 2025).
Le Sheikh Jamal Stadium (en bengali : শেখ জামাল স্টেডিয়াম), également connu comme le Faridpur Stadium (en bengali : ফরিদপুর স্টেডিয়াম), est un stade de cricket et de football situé dans la ville de Faridpur, au Bangladesh.
D'une capacité de 30 000 spectateurs, le stade est le domicile de l'équipe de football du Sheikh Jamal Dhanmondi Club.